# Dom Feliciano
Dom Feliciano là một đô thị thuộc bang Rio Grande do Sul, Brasil. Đô thị này có diện tích 1260,176 km², dân số năm 2007 là 14491 người, mật độ 11,5 người/km².